# Сарміза Білческу-Аліменіштяну
Сарміза раз Сарміса Білческу (згодом Білческу-Аліменіштяну (рум. Sarmiza Bilcescu-Alimănișteanu; 27 квітня 1867 — 26 серпня 1935) — румунська адвокатка і феміністка, перша жінка в Європі, яка отримала диплом з права в Паризькому університеті, й перша жінка в світі зі ступенем доктора юриспруденції.

## Життєпис
Народилася в Бухаресті 27 квітня 1867 року в родині Думітру Білческу (від Bilceşti-Muşcel), колишнього глави фінансового контролю за часів князя Барбу Штірбея. Отримала ступінь з юридичної науки в 1887 році. У 1890 році, коли 71% студентів з французьких університетів приїхали з інших країн, Сарміза Білческу була першою жінкою в Європі, яка отримала ступінь доктора права. Її дисертація отримала назву «Правове становище матері». 
Була одружена з інженером, Константином Аліменіштяну. 
Михайло Феркешану опублікував її біографію в 1947 році під псевдонімом Міхай Віллара.